# لويس بانكس
لويس بانكس (بالإنجليزية: Louis Banks)‏ (و. 1941  م) هو ملحن، ومنتج أسطوانات، وعازف جاز، وعازف لوحة المفاتيح، ومغني، وعازف بيانو، ومؤلفو موسيقى تصويرية من الهند، والراج البريطاني، ولد في دارجلينغ، يستخدم آلات بيانو، بدأ مشواره المهني سنة 1982.

## التعليم
تعلم في St. Robert's School, Darjeeling ‏، وتعلم في St Joseph's College, Darjeeling ‏
.

## وصلات خارجية
- لويس بانكس على موقع IMDb (الإنجليزية)
- لويس بانكس على موقع ميوزك برينز (الإنجليزية)
- لويس بانكس على موقع ديسكوغز (الإنجليزية)

- لويس بانكس في قاعدة بيانات الأفلام على الإنترنت